# Liam Cullen
Liam Jamie Cullen (Tenby, 23 aprile 1999) è un calciatore gallese, attaccante dello Swansea City.

## Carriera

### Club
Cresciuto nel settore giovanile dello Swansea City, debutta in prima squadra il 28 agosto 2018, in occasione dell'incontro di EFL Cup perso per 0-1 contro il Crystal Palace.

### Nazionale
Ha giocato nelle nazionali giovanili gallesi Under-17, Under-19, Under-20 ed Under-21.
L'11 ottobre 2023 esordisce in nazionale maggiore nel successo per 4-0 in amichevole contro Gibilterra.
Il 19 novembre 2024 va a segno per la prima volta con la massima selezione gallese realizzando una doppietta nel successo 4-1 in amichevole contro l'Islanda.

## Statistiche

### Presenze e reti nei club
Statistiche aggiornate al 27 febbraio 2023.
| Stagione            | Squadra             | Campionato          | Campionato | Campionato | Coppe nazionali | Coppe nazionali | Coppe nazionali | Coppe continentali | Coppe continentali | Coppe continentali | Altre coppe | Altre coppe | Altre coppe | Totale | Totale |
| Stagione            | Squadra             | Comp                | Pres       | Reti       | Comp            | Pres            | Reti            | Comp               | Pres               | Reti               | Comp        | Pres        | Reti        | Pres   | Reti   |
| ------------------- | ------------------- | ------------------- | ---------- | ---------- | --------------- | --------------- | --------------- | ------------------ | ------------------ | ------------------ | ----------- | ----------- | ----------- | ------ | ------ |
| 2018-2019           | Swansea City        | FLC                 | 0          | 0          | FACup+CdL       | 0+1             | 0               |                    | -                  | -                  |             | -           | -           | 1      | 0      |
| 2019-2020           | Swansea City        | FLC                 | 6          | 1          | FACup+CdL       | 0               | 0               |                    | -                  | -                  |             | -           | -           | 6      | 1      |
| 2020-2021           | Swansea City        | FLC                 | 13+2       | 1+0        | FACup+CdL       | 2+0             | 2+0             |                    | -                  | -                  |             | -           | -           | 17     | 3      |
| 2021-gen. 2022      | Swansea City        | FLC                 | 12         | 0          | FACup+CdL       | 1+1             | 0               |                    | -                  | -                  |             | -           | -           | 14     | 0      |
| gen.-mag. 2022      | Lincoln City        | FL1                 | 20         | 1          | FACup+CdL       | -               | -               |                    | -                  | -                  | FLT         | -           | -           | 20     | 1      |
| 2022-2023           | Swansea City        | FLC                 | 17         | 5          | FACup+CdL       | 2+1             | 0+1             |                    | -                  | -                  |             | -           | -           | 20     | 6      |
| Totale Swansea City | Totale Swansea City | Totale Swansea City | 48+2       | 7+0        |                 | 8               | 3               |                    | -                  | -                  |             | -           | -           | 58     | 10     |
| Totale carriera     | Totale carriera     | Totale carriera     | 70         | 8          |                 | 8               | 3               |                    | -                  | -                  |             | -           | -           | 78     | 11     |

### Cronologia presenze e reti in nazionale
| Cronologia completa delle presenze e delle reti in nazionale ― Galles | Cronologia completa delle presenze e delle reti in nazionale ― Galles | Cronologia completa delle presenze e delle reti in nazionale ― Galles | Cronologia completa delle presenze e delle reti in nazionale ― Galles | Cronologia completa delle presenze e delle reti in nazionale ― Galles | Cronologia completa delle presenze e delle reti in nazionale ― Galles | Cronologia completa delle presenze e delle reti in nazionale ― Galles | Cronologia completa delle presenze e delle reti in nazionale ― Galles |
| Data                                                                  | Città                                                                 | In casa                                                               | Risultato                                                             | Ospiti                                                                | Competizione                                                          | Reti                                                                  | Note                                                                  |
| --------------------------------------------------------------------- | --------------------------------------------------------------------- | --------------------------------------------------------------------- | --------------------------------------------------------------------- | --------------------------------------------------------------------- | --------------------------------------------------------------------- | --------------------------------------------------------------------- | --------------------------------------------------------------------- |
| 11-10-2023                                                            | Wrexham                                                               | Galles                                                                | 4 – 0                                                                 | Gibilterra                                                            | Amichevole                                                            | -                                                                     |                                                                       |
| 6-6-2024                                                              | Faro                                                                  | Gibilterra                                                            | 0 – 0                                                                 | Galles                                                                | Amichevole                                                            | -                                                                     | 73’                                                                   |
| 9-6-2024                                                              | Trnava                                                                | Slovacchia                                                            | 4 – 0                                                                 | Galles                                                                | Amichevole                                                            | -                                                                     | 71’                                                                   |
| 11-10-2024                                                            | Reykjavík                                                             | Islanda                                                               | 2 – 2                                                                 | Galles                                                                | UEFA Nations League 2024-2025 - 1º turno                              | -                                                                     | 76’                                                                   |
| 14-10-2024                                                            | Cardiff                                                               | Galles                                                                | 1 – 0                                                                 | Montenegro                                                            | UEFA Nations League 2024-2025 - 1º turno                              | -                                                                     | 89’                                                                   |
| 16-11-2024                                                            | Kayseri                                                               | Turchia                                                               | 0 – 0                                                                 | Galles                                                                | UEFA Nations League 2024-2025 - 1º turno                              | -                                                                     | 72’                                                                   |
| 19-11-2024                                                            | Cardiff                                                               | Galles                                                                | 4 – 1                                                                 | Islanda                                                               | UEFA Nations League 2024-2025 - 1º turno                              | 2                                                                     |                                                                       |
| 22-3-2025                                                             | Cardiff                                                               | Galles                                                                | 3 – 1                                                                 | Kazakistan                                                            | Qual. Mondiali 2026                                                   | -                                                                     |                                                                       |
| 6-6-2025                                                              | Cardiff                                                               | Galles                                                                | 3 – 0                                                                 | Liechtenstein                                                         | Qual. Mondiali 2026                                                   | -                                                                     |                                                                       |
| 9-6-2025                                                              | Bruxelles                                                             | Belgio                                                                | 4 – 3                                                                 | Galles                                                                | Qual. Mondiali 2026                                                   | -                                                                     | 63’                                                                   |
| Totale                                                                |                                                                       | Presenze                                                              | 10                                                                    |                                                                       | Reti                                                                  | 2                                                                     |                                                                       |